# 2340 Hathor
2340 Hathor este un asteroid din grupul Aten, descoperit pe 22 octombrie 1976 de Charles Kowal.